# Чеченська література
Чеченська література — література чеченською мовою, або написана чеченськими авторами на деяких інших мовах. Зародилася на основі християнських, а пізніше ісламських богословних текстів, а також місцевого різноманітного фольклору — усної народної творчості, в якому століттями відточувалася філософська думка, мова, художні образи і символи вайнахів. Іноді, разом з інгуською літературою, об'єднується в одну літературну спільність, в зв'язку з близькістю мов і схожістю історичних доль етнічно споріднених народів — чеченців і інгушів.
Література створена за допомогою чеченської писемності почала своє існування з 1925—1927 років, коли було введено це письмо, спочатку на основі латиниці, пізніше кирилиці.
Джерелами виникнення художньої літератури в Чечні є багата усна народна творчість — «Нартський епос», народні пісні, перекази, казки. На місцевий фольклор вплинули історичні процеси пережиті вайнахів, а також взаємозв'язку з іншими кавказькими мистецькими традиціями. У грузинських джерелах є згадки про листування грузинською мовою між вайнахською старійшиною і грузинськими царями. У наступні часи, в зв'язку з поширенням іншої релігії — ісламу, місцевих інтелектуалів влаштовувала прихильність до арабської середньовічної культури з її багатою мусульманською літературною традицією і арабською графікою. Поява на території нинішньої Чечні перших зразків письмової літератури арабською мовою відноситься до кінця XV століття.
Самобутніми формами чеченської літератури можна вважати перші родові хроніки цього народу — тептари — історичні тексти, в яких викладалася історія і генеалогія певної сім'ї-роду (тайпа) протягом тривалого часу, а також найважливіші події в житті тайпа і всього народу. Згідно з фольклорними матеріалами, ці записи робилися на шкірі, на дереві і на камені.
Основоположником чеченської радянської літератури став Саїд Бадуєв, автор першої чеченської повісті «Голод». В кінці 1920-х — початку 1930-х років він написав різні оповідання, п'єси і роман присвячений проблемі емансипації жінок — «Петімат». Широку популярність в ці роки набула творчість поетів і письменників Саїдбея Арсанова (роман «Два покоління»), Шамсуддіна Айсханова, А. Дудаєва, Арбі Мамакаєва, Магомета Мамакаєва, Нурдіна Музаєва, Ахмада Нажаєва, Халіда Ошаєва, Ібрагім-Бека Саркаєва та інших.